# بخش کرافورد (شهرستان کوشوکتون، اوهایو)
بخش کرافورد (به انگلیسی: Crawford Township) یک منطقهٔ مسکونی در ایالات متحده آمریکا است که در شهرستان کوشاکتن، اوهایو واقع شده‌است.
 بخش کرافورد ۶۶٫۰ کیلومتر مربع مساحت و ۱٬۸۵۸ نفر جمعیت دارد و ۲۶۲ متر بالاتر از سطح دریا واقع شده‌است.